# Campeonato Panamericano de Béisbol Sub-10 de 2007
El Campeonato Panamericano de Béisbol Sub-10 de 2007 con categoría Infantil A, se disputó en Santo Domingo, República Dominicana del 1 al 12 de septiembre de 2007. El oro se lo llevó República Dominicana por primera vez.

## Equipos participantes
- Antillas Neerlandesas
- Aruba
- Brasil
- Honduras
- Panamá
- Puerto Rico
- República Dominicana
- Venezuela

## Resultados
| Posición | Selección             |
| -------- | --------------------- |
|          | República Dominicana  |
|          | Venezuela             |
|          | Brasil                |
| 4°       | Honduras              |
| 5°       | Panamá                |
| 6°       | Antillas Neerlandesas |
| 7°       | Aruba                 |
| 8°       | Puerto Rico           |